# Miguel María Lasa
Pour les articles homonymes, voir Lasa (homonymie).
Miguel María Lasa Urquía (basque Miguel Maria Lasa Urquia) est un coureur cycliste espagnol, né le 4 novembre 1947 à Oiartzun. Il est professionnel de 1970 à 1981.
Son frère José Manuel et son fils Gaizka ont également été cyclistes professionnels.

## Palmarès
- 1967
  -  Champion d'Espagne sur route amateurs
  -  Champion d'Espagne de la montagne
  - Circuito de la Ribera de Jalón
  - 1re étape de la Cinturón a Mallorca
  - Leintz Bailarari Itzulia
  - 2e du Tour de Navarre
- 1968
  - Test pré-olympique à Verviers (contre-la-montre par équipes)
  - 2e du championnat d'Espagne sur route amateurs
- 1969
  -  Champion d'Espagne de la montagne
  -  Champion d'Espagne des régions
  - Prueba Villafranca de Ordizia
  - Nice-Turin
  - Subida a la Atalaya
- 1970
  -  Champion d'Espagne des régions
  - 1re et 7e étapes du Tour du Levant
  - 12e étape du Tour d'Italie
  - 1re étape du Tour des vallées minières
  - 5e étape du Tour de Catalogne
  - 2e du Tour des vallées minières
  - 3e du Grand Prix de Biscaye
  - 7e du Tour d'Espagne
  - 8e du Tour d'Italie
- 1971
  -  Champion d'Espagne de la montagne
  -  Champion d'Espagne des régions
  - Tour de Majorque :
    - Classement général
    - 1re étape

  - Grand Prix de Navarre
  - 1re, 2e et 4ea étapes du Tour du Pays basque
  - 1re étape du Tour des Asturies
  - 3e du Tour du Pays basque
  - 4e du Tour d'Espagne
- 1972
  -  Champion d'Espagne de la montagne
  -  Champion d'Espagne des régions
  - Semaine catalane :
    - Classement général
    - 1rea et 4e étapes

  - Gran Premio Nuestra Señora de Oro
  - 1re et 14e étapes du Tour d'Espagne
  - 11e étape du Tour d'Italie
  - Tour de Minorque :
    - Classement général
    - 1re étape

  - 2e du Grand Prix de Navarre
  - 2e du Tour d'Espagne
  - 3e du Grand Prix de Valence
  - 5e de Paris-Nice
  - 9e du Tour d'Italie
- 1973
  - Klasika Primavera
  - Tour de Majorque :
    - Classement général
    - Prologue

  - 2e de Nice-Gênes
  - 2e du GP Llodio
  - 2e du championnat d'Espagne des régions
  - 3e du Tour de Cantabrie
  - 3e du Tour d'Émilie
  - 7e du Tour de Lombardie
- 1974
  -  Champion d'Espagne des régions
  - Tour du Pays basque :
    - Classement général
    - 5e étape

  - Grand Prix de Navarre
  - 5e étape du Tour des Asturies
  - Clásica de Sabiñánigo
  - 2e étape du Tour de Catalogne
  - Prologue et 1reb étape du Tour de Majorque
  - 2e du GP Pascuas
  - 2e de la Prueba Villafranca de Ordizia
  - 2e du Tour de Majorque
  - 3e du Grand Prix de Valence
  - 3e du Tour d'Espagne
  - 4e de la Semaine catalane
  - 4e du Critérium du Dauphiné libéré
  - 9e de Paris-Nice
  - 10e de la Flèche wallonne
- 1975
  -  Champion d'Espagne des régions
  - Tour de Corse :
    - Classement général
    - 1re étape

  - GP Pascuas
  - Tour d'Espagne :
    -  Classement par points
    - 2e et 7e (contre-la-montre) étapes

  - Tour des Asturies :
    - Classement général
    - 3e, 6e et 7ea étapes

  - 2e de Draguignan-Seillans
  - 3e de Gênes-Nice
  - 3e du Tour d'Espagne
  - 9e du Tour d'Italie
- 1976
  - 5eb étape du Tour de France
  - 2e du Tour des Pouilles
  - 2e du championnat d'Espagne sur route
  - 3e de la Prueba Villafranca de Ordizia
- 1977
  - 3e étape de la Semaine catalane
  - 4e étape du Tour du Pays basque
  - 3e étape du Tour des Asturies
  - Clásica a los Puertos
  - 2e du Tour d'Espagne
- 1978
  - 2e et 3e étapes du Challenge Costa de Azahar
  - Grand Prix de Navarre :
    - Classement général
    - 2e étape

  - 2e étape de la Semaine catalane
  - 9e étape du Tour de France
  - Prueba Villafranca de Ordizia
  - Trofeo Masferrer
  - 2e étape du Tour de Catalogne
  - 2e de la Semaine catalane
  - 3e de la Klasika Primavera
- 1979
  - 3e étape du Tour de la région de Valence
  - 3e étape du Tour du Pays basque
  - Klasika Primavera
  - 18ea étape du Tour d'Espagne
  - 1re étape du Tour des Asturies
  - 2e du Grand Premio Navarra
  - 2e du championnat d'Espagne sur route
  - 3e du GP Pascuas
  - 3e du Tour du Pays basque
- 1980
  - 3e étape du Tour de Castille
  - 2e du Tour du Pays basque
  - 2e de la Klasika Primavera
  - 2e du championnat d'Espagne sur route
  - 2e du Tour de Castille
  - 3e du Grand Premio Navarra
  - 3e du GP Pascuas
  - 9e du Tour d'Espagne
- 1981
  - 17e étape du Tour d'Espagne
  - 18e étape du Tour d'Italie
  - 2e du Grand Premio Navarra
  - 2e des Six Jours de Madrid (avec Wilfried Peffgen)
  - 10e du Tour d'Espagne

## Résultats sur les grands tours

### Tour de France
3 Participations
- 1974 : 17e
- 1976 : 34e, vainqueur de la 5eb étape
- 1978 : 41e, vainqueur de la 9e étape

### Tour d'Espagne
9 Participations
- 1970 : 7e, vainqueur du classement des sprints intermédiaires
- 1971 : 4e,  maillot amarillo durant une journée (une demi-étape)
- 1972 : 2e, vainqueur des 1re et 14e étapes,  maillot amarillo durant deux jours
- 1974 : 3e
- 1975 : 3e,  vainqueur du classement par points, vainqueur des 2e et 7e (contre-la-montre) étapes,  maillot amarillo durant onze jours (dont une à demi-étape)
- 1977 : 2e
- 1979 : 11e, vainqueur de la 18ea étape
- 1980 : 9e
- 1981 : 10e, vainqueur de la 17e étape

### Tour d'Italie
8 participations
- 1970 : 8e, vainqueur de la 12e étape
- 1972 : 9e, vainqueur de la 11e étape
- 1975 : 9e
- 1976 : 28e
- 1977 : 19e
- 1978 : non-partant (18e étape)
- 1980 : 18e
- 1981 : 37e, vainqueur de la 18e étape